# Teoría semiótica de la complejidad
La Teoría semiótica de la complejidad es una teoría científica de ámbito ontológico que estudia la aplicación de conceptos semióticos en el análisis de señales obtenidas del área de las ciencias duras, y en particular de la astrofísica.

## Tópicos abordados
- Ciencia - Significado de astronomía como ciencia observacional; Función de autocorrelación y gramática; Caos y semiótica; Cuantificación de organización en sistemas naturales; Sistemas psicosociales.
- Teoría del conocimiento - Producción de autonomía en sistemas psicosociales; Educación científica; Arte y ciencia como formas de conocimiento.
- Arte - Ciencia, arte, y conceptos de Jakob Johann von Uexküll; Intersemiótica y arte; Caos y orden en las artes contemporáneas; Rudolf Laban y las modernas ideas científicas sobre complejidad.